# 董潔
董潔（ドン・ジエ、ドン・ジェ、1980年4月19日 - ）は中国の女優。広州軍区戦士歌舞団演員に属するダンサーでもあり、階級は中尉。身長160cm、体重40kg。

## 来歴
6歳からダンスを学び、10歳で人民解放軍広州軍区戦士歌舞団に入団。その後、北京解放軍芸術学院舞踏科を卒業。2000年、張芸謀（チャン・イーモウ）監督の『至福のとき』のオーディションでは4、5万人の応募者の中からヒロインに選ばれた。張芸謀の作品に出演してスターとなった鞏俐（コン・リー）、章子怡（チャン・ツィイー）とよく比較され、中国ではそれらの女優はボンドガールをもじって「モウガール（謀女郎）」とも呼ばれる。
テレビドラマ『紅衣坊』で共演した潘粤明と2008年に結婚し、翌2009年に男児を出産したが、2012年10月20日に離婚が発表された。

## 出演作品

### 映画
- 『至福のとき』（幸福時光） (2000)
- 『天上の恋人』（天上的戀人） (2002)
- 『サウンド・オブ・カラー 地下鉄の恋』（地下鐵） (2003)
- 『最後の恋、初めての恋』（最後的愛，最初的愛） (2003)
- 『2046』 (2004)
- 『かちこみ!ドラゴン・タイガー・ゲート』（龍虎門） (2006)
- 『愚公移山』（愚公移山） (2008)　※2008東京・中国映画週間で上映
- 『赤い星の生まれ』（建党偉業） (2011)　※2011東京／札幌・中国映画週間で上映
- 『愛のしるし』（秋之白華） (2011)　※2011東京／札幌・中国映画週間で上映
- 『ゴッドスレイヤー 神殺しの剣』 (2021)

### テレビドラマ
- 『ルームメイト 白領公寓』（白領公寓） (2001)
- 『華の家族』（金粉世家） (2002)
- （飛刀又見飛刀） (2003)
- （三重門） (2004)
- （天若有情） (2004)
- （天若有情II） (2005)
- （早春二月） (2005)
- 『盗まれた心〜偸心〜』（偸心） (2005)
- （梁山伯與祝英台） (2007)
- 『萍踪侠影』 (2011)
- 『傾城の雪』 (2012)
- 『三国志 Secret of Three Kingdoms』（2018）
- 『如懿伝 〜紫禁城に散る宿命の王妃〜』（2018）
- 『雪中悍刀行〜徐鳳年、北椋王への道〜』（2021）
- 『ママ友恋愛狂想曲』（2022）